# Yuri Zhirkov
Yuri Valentínovich Zhirkov (en ruso: Юрий Валентинович Жирков; Tambov, RSFS de Rusia , Unión Soviética, 20 de agosto de 1983) es un exfutbolista ruso que jugaba como defensa o centrocampista.

## Trayectoria

### CSKA Moscú
Yuri ganó la Copa de la UEFA en la temporada 2004-05 con el CSKA Moscú. Principalmente juega como volante ofensivo aunque antes se desempeñaba como defensa izquierdo. Su picardía y abundancia de creatividad hacen de él uno de los jugadores más valiosos en su equipo y en la selección rusa. Además trabaja mucho en la recuperación y es un buen marcador.
El gol que convirtió ante el Hamburgo SV en la Liga de Campeones de la UEFA durante la temporada 2006-07 fue elegido como el mejor gol de la liga por la revista de la UEFA "Goal".

### Chelsea
El 6 de julio de 2009 Zhirkov fue contratado por el Chelsea de Inglaterra por una cifra de 18 millones £, excediendo los 15 millones £ que el Arsenal había pagado al Zenit por Andréi Arshavin, convirtiéndose en el futbolista ruso más caro de la historia. Se le asignó el dorsal 18. Zhirkov debutó con el Chelsea el 24 de julio de ese mismo año en el World Football Challenge en contra del AC Milan, partido en donde también debutó como goleador, al anotar el gol que le dio la victoria al Chelsea por 2-1. 
Durante la pretemporada, Zhirkov se había lesionado del tobillo, por lo que se esperó su debut con el Chelsea hasta el 23 de septiembre de 2009, cuando debutó como titular en contra del Queens Park Rangers en un partido de Football League Cup, saliendo de cambio en el minuto 69 por Ashley Cole. En ese partido el Chelsea se impuso por 1-0.
Su debut en la Liga de Campeones de la UEFA fue el 21 de octubre de 2009 en un partido ante el Atlético de Madrid, cuando entró de cambio en el minuto 74 por Ashley Cole. En ese partido el Chelsea se impuso por 4-0.

### Anzhi Majachkalá
El 6 de agosto de 2011, Yuri firmó un contrato de 4 años con el FC Anzhi Majachkalá de la Liga Premier de Rusia.

### Dinamo Moscú
Debido al mal inicio de temporada por parte del Anzhi, el propietario del club Suleyman Kerimov anunció que todos los jugadores de la plantilla estaban en venta. Así, el 15 de agosto de 2013 Zhirkov fue traspasado al FC Dinamo Moscú por 11 millones de euros.
Al término de la temporada 2021-22 quedó libre al abandonar el F. K. Jimki. Unos meses después, en febrero de 2023, confirmó que había decidido retirarse.

## Selección nacional
Zhirkov fue 19 veces internacional con la selección rusa antes de ser llamado a jugar la Eurocopa 2008 donde destacó por su buena actuación. Debido a su buen juego mostrado, se ganó un lugar en el Equipo Ideal del torneo.
El 12 de mayo de 2014 Fabio Capello, director técnico de la selección nacional de Rusia, incluyó a Zhirkov en la lista provisional de 30 jugadores que iniciarán la preparación con miras a la Copa Mundial de Fútbol de 2014. El 2 de junio fue ratificado por Capello en la nómina definitiva de 23 jugadores.
El 4 de junio de 2018 el seleccionador Stanislav Cherchesov lo incluyó en la lista de 23 para el Mundial. Después del torneo, llegando hasta los cuartos de final, anunció su retiro de la selección nacional.
Sin embargo, el técnico Stanislav Cherchésov volvió a convocarlo para la clasificación para la Eurocopa 2020, y el 21 de marzo de 2019 regresó a la selección enfrentando a Bélgica en el primer partido.

### Participaciones en Copas del Mundo
| Mundial                        | Sede   | Resultado        |
| ------------------------------ | ------ | ---------------- |
| Copa Mundial de Fútbol de 2014 | Brasil | Fase de grupos   |
| Copa Mundial de Fútbol de 2018 | Rusia  | Cuartos de final |

### Participaciones en Eurocopas
| Eurocopa      | Sede              | Resultado      |
| ------------- | ----------------- | -------------- |
| Eurocopa 2008 | Austria y Suiza   | Semifinales    |
| Eurocopa 2012 | Polonia y Ucrania | Fase de grupos |
| Eurocopa 2020 | Europa            | Fase de grupos |

## Clubes
| Club                     | País       | Año       |
| ------------------------ | ---------- | --------- |
| F. C. Spartak Tambov     | Rusia      | 2001-2004 |
| P. F. C. CSKA Moscú      | Rusia      | 2004-2009 |
| Chelsea F. C.            | Inglaterra | 2009-2011 |
| F. C. Anzhi Majachkalá   | Rusia      | 2011-2013 |
| F. C. Dinamo Moscú       | Rusia      | 2013-2016 |
| Zenit de San Petersburgo | Rusia      | 2016-2021 |
| F. K. Jimki              | Rusia      | 2022      |

## Palmarés

### Campeonatos nacionales
| Título                | Club                     | País       | Año  |
| --------------------- | ------------------------ | ---------- | ---- |
| Supercopa de Rusia    | P. F. C. CSKA Moscú      | Rusia      | 2004 |
| Liga Premier de Rusia | P. F. C. CSKA Moscú      | Rusia      | 2005 |
| Copa de Rusia         | P. F. C. CSKA Moscú      | Rusia      | 2005 |
| Liga Premier de Rusia | P. F. C. CSKA Moscú      | Rusia      | 2006 |
| Copa de Rusia         | P. F. C. CSKA Moscú      | Rusia      | 2006 |
| Supercopa de Rusia    | P. F. C. CSKA Moscú      | Rusia      | 2006 |
| Supercopa de Rusia    | P. F. C. CSKA Moscú      | Rusia      | 2007 |
| Copa de Rusia         | P. F. C. CSKA Moscú      | Rusia      | 2008 |
| Copa de Rusia         | P. F. C. CSKA Moscú      | Rusia      | 2009 |
| Supercopa de Rusia    | P. F. C. CSKA Moscú      | Rusia      | 2009 |
| Premier League        | Chelsea F. C.            | Inglaterra | 2010 |
| FA Cup                | Chelsea F. C.            | Inglaterra | 2010 |
| Supercopa de Rusia    | Zenit de San Petersburgo | Rusia      | 2016 |
| Copa de Rusia         | Zenit de San Petersburgo | Rusia      | 2016 |
| Liga Premier de Rusia | Zenit de San Petersburgo | Rusia      | 2019 |
| Liga Premier de Rusia | Zenit de San Petersburgo | Rusia      | 2020 |
| Copa de Rusia         | Zenit de San Petersburgo | Rusia      | 2020 |
| Supercopa de Rusia    | Zenit de San Petersburgo | Rusia      | 2020 |
| Liga Premier de Rusia | Zenit de San Petersburgo | Rusia      | 2021 |

### Campeonatos internacionales
| Título          | Club                | País     | Año  |
| --------------- | ------------------- | -------- | ---- |
| Copa de la UEFA | P. F. C. CSKA Moscú | Portugal | 2005 |